# Punta Colorada

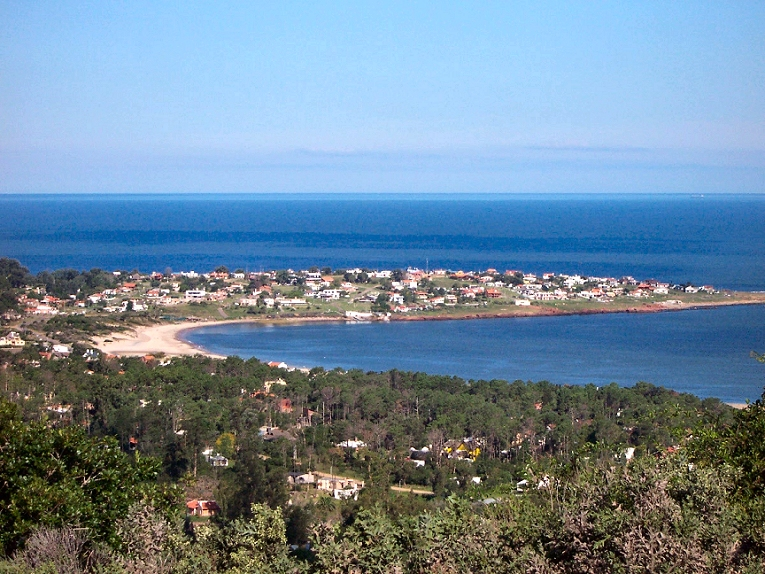
Punta Colorada em 2006.

Punta Colorada, é um pequeno balneário, ao sul da cidade de Piriápolis, onde existia em meados do século XIX, uma pequena aldeia de pescadores, Punta colorada esta situada a 107km de Montevidéu, Uruguai.

## População
Em 2011, a Punta Colorada tinha uma população de 92 habitantes permanentes e 483 moradias.
| Ano  | População | Moradias |
| ---- | --------- | -------- |
| 1963 | 56        | 140      |
| 1975 | 75        | 191      |
| 1985 | 38        | 211      |
| 1996 | 63        | 264      |
| 2004 | 62        | 325      |
| 2011 | 92        | 483      |

Fonte: Instituto Nacional de Estadística de Uruguay